# Le Survenant (film, 1957)
Pour les articles homonymes, voir Le Survenant.
Le Survenant est un film réalisé en 1957 par Denys Gagnon, Maurice Leroux, Jo Martin et Paul Martin.

## Synopsis
Dans les années 1910, un homme se propose comme travailleur auprès d'un agriculteur.
Ce dernier demeure dans un hameau au Québec (soit au Chenal du moine près de Sorel), endroit où les traditions sont fortement ancrées parmi les habitants : gagner sa vie en s'occupant de sa terre et aller aux offices de l'église. Cet homme d'origine mystérieuse, surnommé Survenant ou Venant, est un grand conteur qui a beaucoup voyagé et possède un physique avantageux.
L'agriculteur se prend d'affection paternelle pour cet homme travailleur aux talents multiples, alors que plusieurs autres jalousent ce qu'il est. Le Survenant découvre l'amour en la personne d'Angélina, femme qui s'est refusée à plus d'un soupirant, et celle-ci éprouve les mêmes sentiments. Après quelques épreuves, le Survenant sera accepté par les habitants, mais l'affection de l'agriculteur, l'amour d'Angélina et l'acceptation des habitants feront-ils le poids face à son désir de voyager ?
Le scénario du film, écrit par Germaine Guèvremont, est tiré du roman le Survenant qu'elle a aussi écrit, tout comme les scénarios qu'elle a rédigés pour la série télévisée du même titre.

## Fiche technique
- Titre original : Le Survenant
- Réalisation : Denys Gagnon, Maurice Leroux, Jo Martin et Paul Martin
- Scénario : Germaine Guèvremont
- Date de sortie : 1957
- Film canadien
- Genre : Drame
- Durée :
- Format : noir et blanc

## Distribution
- Mélodie : Charlotte Boisjoli
- Jacob Salvail : Georges Bouvier
- Des Neiges : Margot Campbell
- Corinne : Colette Courtois
- Maria Salvail : Lucille Cousineau
- Le Survenant : Jean Coutu
- Julot : Pierre Daigneault
- Le curé Vincent Provençal : Yvon Dufour
- Ugène : Pierre Dufresne
- Virginie : Rolande Dumont
- Lucrèce : Nini Durand
- Beau-Blanc : Marc Favreau
- Tite-Ange : Ève Gagnier
- Le curé Lebrun : J. Léo Gagnon
- Octavien : Jacques Galipeau
- Patrice : Benoît Girard
- Acayenne : Germaine Giroux
- Père Zéphyr : Ernest Guimond
- M. Bezeau : Olivier Guimond
- Le Grec : Louis-Philippe Hébert
- Bedette Salvail : Marjolaine Hébert
- Phonsine : Suzanne Langlois
- Amable Beauchemin : Clément Latour
- Dr. Bibeau : François Lavigne
- Parfait : Guy L'Écuyer
- Didace Beauchemin : Ovila Légaré
- Rose-de-Lima Bibeau : Monique Lepage
- Odilon Provençal : Yves Létourneau
- Le directeur du Sorellois : Aimé Major
- Laurence : Suzanne Marcoux
- Mathilde : Marthe Mercure
- Absalon : Jean-Louis Millette
- Dollard : André Montmorency
- Fleur-Aimée : Dyne Mousso
- Marie-Didace Beauchemin : Patricia Nolin
- Le notaire : Gérard Paradis
- Angélina : Béatrice Picard
- Catherine : Sylvaine Picard
- Ti-Côme Provençal : Mathieu Poulin
- Beau-Blanc : Robert Rivard
- Joinville Provençal : Jean-Claude Robillard
- Manouche : Michelle Rossignol
- Marie-Amanda : Madeleine Sicotte
- Gros-Gras Provençal : Georges Toupin
- La cousine du Pot-au-beurre : Nana de Varennes